# Shameless (serie televisiva 2004)
Shameless è una serie televisiva britannica creata da Paul Abbott e trasmessa su Channel 4 dal 13 gennaio 2004 al 28 maggio 2013.
In Italia, invece, sono andate in onda soltanto le prime tre stagioni dal 28 settembre 2005 su Jimmy.
La serie è ambientata a Manchester e segue le vicende della famiglia Gallagher, composta dal capofamiglia Frank e dai suoi sei figli, i quali devono affrontare una serie di sfide finanziarie, sociali e personali. La famiglia Gallagher vive in una comunità povera e lotta per sopravvivere, spesso trovando modi non convenzionali per far fronte alle loro difficoltà.
Frank Gallagher è un alcolizzato e un padre negligente, che passa gran parte del suo tempo ubriaco o alla ricerca di un modo per truffare il sistema di welfare. I suoi figli includono Fiona, la figlia maggiore che funge da capofamiglia sostitutiva e si occupa del resto della famiglia; Lip, un ragazzo intelligente ma problematico; Ian, un giovane gay che cerca di trovare il suo posto nel mondo; Debbie, una ragazza determinata a migliorare la sua vita nonostante le avversità; Carl, un ragazzo impulsivo che spesso si trova nei guai; e Liam, il più giovane della famiglia.
Oltre ai Gallagher, la serie presenta una varietà di personaggi secondari che fanno parte della comunità locale, tra cui amici, vicini, partner romantici e persone con cui la famiglia Gallagher interagisce nella loro vita quotidiana.
La trama della serie ruota attorno alle vite caotiche e tumultuose dei Gallagher mentre cercano di sopravvivere, crescere e trovare il loro posto nel mondo, navigando attraverso problemi come la povertà, l'instabilità familiare, le relazioni disfunzionali e le sfide della vita urbana. La serie è conosciuta per il suo umorismo nero, i suoi personaggi complessi e le sue trame avvincenti.

## Episodi
| Stagione            | Episodi | Prima TV UK | Prima TV Italia |
| ------------------- | ------- | ----------- | --------------- |
| Prima stagione      | 8       | 2004        | 2005            |
| Seconda stagione    | 10      | 2005        | 2005-06         |
| Terza stagione      | 8       | 2006        | 2006            |
| Quarta stagione     | 8       | 2007        | inedite         |
| Quinta stagione     | 16      | 2008        | inedite         |
| Sesta stagione      | 16      | 2009        | inedite         |
| Settima stagione    | 16      | 2010        | inedite         |
| Ottava stagione     | 22      | 2011        | inedite         |
| Nona stagione       | 11      | 2012        | inedite         |
| Decima stagione     | 10      | 2012        | inedite         |
| Undicesima stagione | 14      | 2013        | inedite         |

## Adattamenti

### Versione statunitense
Dal 9 gennaio 2011 viene trasmesso sul canale Showtime l'omonimo remake statunitense, con William H. Macy nel ruolo di Frank ed Emmy Rossum in quello di Fiona.

### Versione turca
Dal 14 settembre 2017 viene trasmesso dal canale Fox il remake turco della serie televisiva.